# H. Lejwik

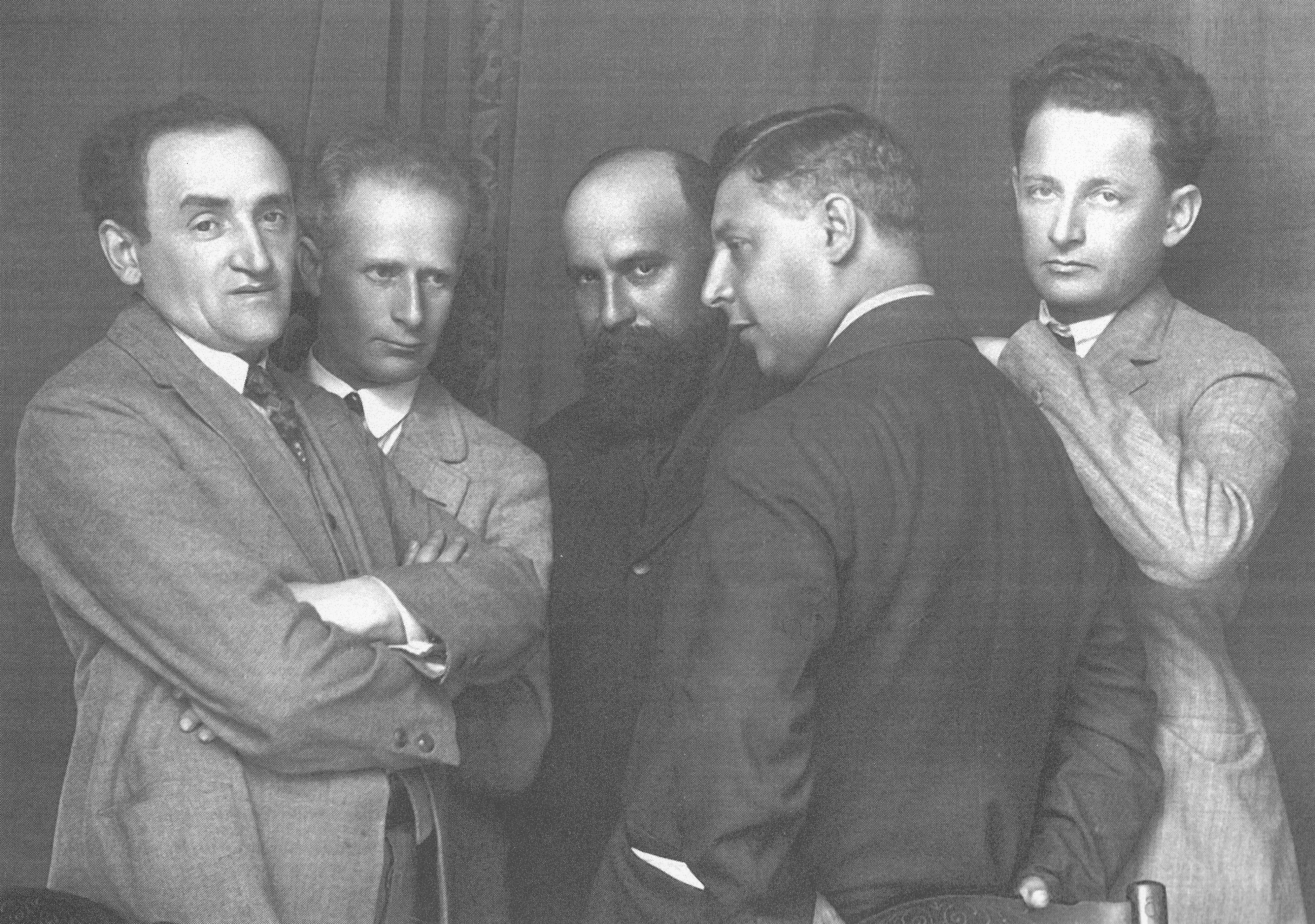
Józef Opatoszu, H. Lejwik, Borys Kleckin, Zelig Malamud, Nachman Majzel, 1925

H. Lejwik, jid. ‏ה. לײװיק‎, właśc. Lejwi Halper jid. ‏לװי האַלפּער‎ (ur. 1 grudnia  1888 w Ihumeniu na dzisiejszej Białorusi, zm. 23 grudnia 1962 w Nowym Jorku) – żydowski poeta i dramaturg piszący w języku jidysz, jeden z najwybitniejszych twórców jidysz działających w Stanach Zjednoczonych.

## Imię, nazwisko, pseudonim
Na imię miał Lejwi (Lewi), zdrobniale Lejwik (dialektalnie wymawiane także Lajwik) . Jego nazwisko brzmiało Halper (Halpern) .
Publikował pod pseudonimami L. Halper oraz L. Gelperin , lecz przede wszystkim jako H. Lejwik, z pierwszym członem zawsze skróconym do inicjału „H”.

## Życiorys
Urodził się w 1888 roku na Białorusi, w Ihumeniu, ok. 50 km od Mińska. Wychowywał się w biedzie, w wielodzietnej rodzinie. Był uczniem chederu, a następnie jesziwy w Mińsku.
Od 1905 roku należał do żydowskiej partii socjalistyczno-robotniczej Bund. Był organizatorem wieców i demonstracji między innymi w Mińsku. Aresztowany w 1906 za działalność rewolucyjną został skazany na cztery lata katorgi i dożywotnie zesłanie na Syberię . Jeszcze w więzieniu w Mińsku napisał jedno ze swoich największych dzieł, dramat Di kejtn fun Mesziech (Kajdany Mesjasza). Z zesłania zbiegł w 1912 i przedostał się do Stanów Zjednoczonych, gdzie osiadł w 1913 na stałe i gdzie przez długie lata zarabiał pracując jako tapeciarz .
W latach 1917–1920 napisał głośny dramat Der gojlem (opublikowany w 1921), oparty na żydowskiej legendzie o golemie i utrzymany w klimacie mesjańskiej apokalipsy, który wystawiany był w teatrach żydowskich na całym świecie (po raz pierwszy w 1925, po hebrajsku, w teatrze Habima w Moskwie).
Należał do grupy introspekcjonistów. Po wojnie publikował między innymi w znanym izraelskim kwartalniku „Di Goldene Kejt”. W swojej twórczości podejmował tematykę katorgi syberyjskiej oraz Holokaustu.
W późniejszych latach zyskał międzynarodowe uznanie. Był m.in. delegatem sekcji pisarzy jidysz na Światowy Kongres PEN Clubów w Buenos Aires w 1936 roku. W 1958 otrzymał doktorat honoris causa Hebrew Union College, w 1961 zaś – medal National Jewish Welfare Board.
Przez ostatnie cztery lata swego życia był sparaliżowany i nie mógł mówić; zmarł w Nowym Jorku, 23 grudnia 1962 roku .

## Twórczość
Do najważniejszych utworów Lejwika należą  :
- 1908: Di kejtn fun Mesziech (Łańcuchy Mesjasza)
- 1918: Hintern szlos (W zamknięciu)
- 1921: Lider (Wiersze)
- 1921: Der gojlem (Golem)
- 1923: In kejnems land. Lider un poemes (Na ziemi niczyjej. Pieśni i wiersze)
- 1927: Oreme meluche (Biedne państwo)
- 1945: Maharam fun Rotenberg (Rabbi Meir z Rotenbergu)
- 1945: In Treblinke bin ich nit gewen (W Treblince nie byłem)
- 1949: Di chasene in Fernwald (Ślub w Fernwaldzie)
- 1953: In di teg fun Ijew (Za czasów Hioba)

### Przekłady na język polski
- H. Lejwik: Golem. Tłum. Olek Mincer. Warszawa: Wydawnictwo Sic!, 2017, seria: Wielcy Pisarze w Nowych Przekładach. ISBN 978-83-65459-04-6. Brak numerów stron w książce